# Associazione Calcio Reggiana 1972-1973
Questa voce raccoglie le informazioni riguardanti l'Associazione Calcio Reggiana nelle competizioni ufficiali della stagione 1972-1973.

## La stagione
Nella stagione 1972-1973 la Reggiana disputa il campionato di Serie B, con 37 punti si piazza in decima posizione. Il campionato è stato vinto dal Genoa con 53 punti, davanti al Cesena ed al Foggia con 49 punti, tutte promosse in Serie A. Retrocedono il Mantova ed il Monza con 31 punti, il Lecco con 25 punti.
A Reggio Emilia se ne va solo Giovanni Picella all'Atalanta ed in cambio arrivano il terzino Enea Moruzzi e il mediano Innocenzo Donina. Dall'Inter viene girato in prestito la mezzala Bernardino Fabbian, dall'Avellino viene prelevato l'attaccante Costantino Fava. Prima del campionato la Reggiana si qualifica per il secondo turno di Coppa Italia eliminando nella prima fase anche il Torino (2-1) al Mirabello, ma il campionato è in chiaroscuro.
Alla prima di campionato che si disputa a Como i granata sono nettamente sconfitti (3-1), poi risultati alterni fino alla vittoria di Lecco con gol di Vignando, poi bissata dal successo al Mirabello col forte Bari (3-1), seguita dal pari di Brescia e dalla vittoria interna col Varese (2-1). Poi arriva la sconfitta di Novara che raffredda gli entusiasmi. Il ritorno inizia con la sconfitta interna contro il Como seguita da altri risultati negativi. Le vittorie di Reggio Calabria e col Lecco collocano la Reggiana in una posizione di assoluta tranquillità. La Reggiana finisce il torneo a metà classifica.
Il 19 maggio del 1973 inizia il secondo turno  di Coppa Italia e i granata impattano (1-1) a Torino con la Juventus con un gol di Donina, poi il 31 maggio al Mirabello la partita con l'Inter è interrotta per un guasto all'impianto di illuminazione (si saprà che era stato un attentato), il risultato era sul (2-3) per i nerazzurri e venne data vinta all'Inter (0-2). Poi il 13 giugno la Reggiana pareggia a Bologna (2-2) e il 20 giugno in un Mirabello gremitissimo la Juventus passa per (2-1) con gol due gol di Pietro Anastasi.

## Divise
| Casa |

## Rosa
| N. |                   | Ruolo | Calciatore         |
| -- | ----------------- | ----- | ------------------ |
|    | Italia (bandiera) | D     | Valeriano Barbiero |
|    | Italia (bandiera) | P     | Luciano Bartolini  |
|    | Italia (bandiera) | D     | Roberto Benincasa  |
|    | Italia (bandiera) | P     | Lamberto Boranga   |
|    | Italia (bandiera) | A     | Fabio Borzoni      |
|    | Italia (bandiera) | C     | Innocenzo Donina   |
|    | Italia (bandiera) | C     | Bernardino Fabbian |
|    | Italia (bandiera) | A     | Costantino Fava    |
|    | Italia (bandiera) | C     | Franco Galletti    |

| N. |                   | Ruolo | Calciatore          |
| -- | ----------------- | ----- | ------------------- |
|    | Italia (bandiera) | D     | Diego Malisan       |
|    | Italia (bandiera) | D     | Franco Marini       |
|    | Italia (bandiera) | D     | Enea Moruzzi        |
|    | Italia (bandiera) | A     | Sileno Passalacqua  |
|    | Italia (bandiera) | A     | Giampietro Spagnolo |
|    | Italia (bandiera) | D     | Roberto Stefanello  |
|    | Italia (bandiera) | C     | Giorgio Vignando    |
|    | Italia (bandiera) | A     | Flaviano Zandoli    |
|    | Italia (bandiera) | C     | Silvio Zanon        |

## Risultati

### Serie B

#### Girone di andata
| Arbitro: | Toselli (Cormons) |

|                                        |           |             |
| Turini 8’ Correnti 11’ G. Cattaneo 75’ | Marcatori | 17’ Zandoli |

| Arbitro: | Mascali (Desenzano del Garda) |

|              |           |  |
| Spagnolo 45’ | Marcatori |  |

| Arbitro: | Serafino (Roma) |

|                              |           |           |
| Maselli 8’ Manera 19’ (rig.) | Marcatori | 58’ Zanon |

| Arbitro: | Porcelli (Lodi) |

|                   |           |  |
| Spelta 25’ (rig.) | Marcatori |  |

| Reggio Emilia 15 ottobre 1972 5ª giornata | Reggiana       | 0 – 0 | Catania | Stadio Comunale Mirabello\| Arbitro: \| Trono (Torino) \| |
| Arbitro:                                  | Trono (Torino) |       |         |                                                           |

| Brindisi 22 ottobre 1972 6ª giornata | Brindisi               | 0 – 0 | Reggiana | Stadio Comunale\| Arbitro: \| Martinelli (Catanzaro) \| |
| Arbitro:                             | Martinelli (Catanzaro) |       |          |                                                         |

| Arbitro: | Gialluisi (Barletta) |

|                     |           |                           |
| Vignando 40’ (rig.) | Marcatori | 42’ Ceccarelli 47’ Braida |

| Reggio Calabria 5 novembre 1972 8ª giornata | Reggina          | 0 – 0 | Reggiana | Stadio Comunale\| Arbitro: \| Lenardon (Siena) \| |
| Arbitro:                                    | Lenardon (Siena) |       |          |                                                   |

| Arbitro: | Bianchi (Firenze) |

|  |           |              |
|  | Marcatori | 58’ Vignando |

| Arbitro: | Motta (Monza) |

|                                      |           |             |
| Spagnolo 26’ Moruzzi 65’ Zandoli 85’ | Marcatori | 71’ Casarsa |

| Brescia 26 novembre 1972 11ª giornata | Brescia                     | 0 – 0 | Reggiana | Stadio Mario Rigamonti\| Arbitro: \| Moretto (San Donà di Piave) \| |
| Arbitro:                              | Moretto (San Donà di Piave) |       |          |                                                                     |

| Arbitro: | Barbaresco (Cormons) |

|                           |           |  |
| Vignando 32’ Spagnolo 72’ | Marcatori |  |

| Arbitro: | Casarin (Milano) |

|          |           |  |
| Enzo 86’ | Marcatori |  |

| Mantova 17 dicembre 1972 14ª giornata | Mantova            | 0 – 0 | Reggiana | Stadio Danilo Martelli\| Arbitro: \| Lazzaroni (Milano) \| |
| Arbitro:                              | Lazzaroni (Milano) |       |          |                                                            |

| Arbitro: | Turiano (Reggio Calabria) |

|                     |           |             |
| Vignando 84’ (rig.) | Marcatori | 20’ Rognoni |

| Arbitro: | Mascali (Desenzano del Garda) |

|                  |           |             |
| Urban 42’ (rig.) | Marcatori | 26’ Zandoli |

| Arbitro: | Levrero (Genova) |

|                             |           |  |
| Vignando 5’ Zandoli 31’ 85’ | Marcatori |  |

| Reggio Emilia 14 gennaio 1973 18ª giornata | Reggiana      | 0 – 0 | Monza | Stadio Comunale Mirabello\| Arbitro: \| Lupi (Genova) \| |
| Arbitro:                                   | Lupi (Genova) |       |       |                                                          |

| Arbitro: | V. Lattanzi (Roma) |

|             |           |  |
| Bagatti 17’ | Marcatori |  |

#### Girone di ritorno
| Arbitro: | Barbaresco (Cormons) |

|              |           |                |
| Spagnolo 17’ | Marcatori | 19’ 29’ Turini |

| Taranto 11 febbraio 1973 21ª giornata | Taranto            | 0 – 0 | Reggiana | Stadio Salinella\| Arbitro: \| Carminati (Milano) \| |
| Arbitro:                              | Carminati (Milano) |       |          |                                                      |

| Arbitro: | Torelli (Milano) |

|              |           |             |
| Vignando 47’ | Marcatori | 80’ Corradi |

| Arbitro: | Angonese (Mestre) |

|                                 |           |              |
| Spagnolo 8’ Vignando 58’ (rig.) | Marcatori | 69’ Bonfanti |

| Arbitro: | Cantelli (Firenze) |

|                                              |           |  |
| Francesconi 30’ Picat Re 75’ Francesconi 82’ | Marcatori |  |

| Reggio Emilia 11 marzo 1973 25ª giornata | Reggiana                      | 0 – 0 | Brindisi | Stadio Comunale Mirabello\| Arbitro: \| Mascali (Desenzano del Garda) \| |
| Arbitro:                                 | Mascali (Desenzano del Garda) |       |          |                                                                          |

| Arbitro: | Monti (Ancona) |

|                      |           |  |
| Carnevali 55’ (rig.) | Marcatori |  |

| Arbitro: | Carminati (Milano) |

|              |           |  |
| Spagnolo 13’ | Marcatori |  |

| Arbitro: | Martinelli (Tropea) |

|              |           |  |
| Vignando 69’ | Marcatori |  |

| Arbitro: | Fuschi (Pescara) |

|                 |           |                      |
| Dalle Vedove 3’ | Marcatori | 69’ (aut.) Marcolini |

| Arbitro: | Menicucci (Firenze) |

|              |           |          |
| Vignando 76’ | Marcatori | 6’ Gamba |

| Varese 29 aprile 1973 31ª giornata | Varese                    | 0 – 0 | Reggiana | Stadio Franco Ossola\| Arbitro: \| Turiano (Reggio Calabria) \| |
| Arbitro:                           | Turiano (Reggio Calabria) |       |          |                                                                 |

| Arbitro: | Busalacchi (Palermo) |

|             |           |  |
| Zandoli 50’ | Marcatori |  |

| Reggio Emilia 13 maggio 1973 33ª giornata | Reggiana    | 0 – 0 | Mantova | Stadio Comunale Mirabello\| Arbitro: \| Calì (Roma) \| |
| Arbitro:                                  | Calì (Roma) |       |         |                                                        |

| Arbitro: | Gussoni (Tradate) |

|                                             |           |              |
| Benincasa 6’ (aut.) Morrone 51’ Braglia 68’ | Marcatori | 81’ Spagnolo |

| Arbitro: | Branzoni (Pavia) |

|              |           |                         |
| Spagnolo 72’ | Marcatori | 31’ 50’ Bonci 84’ Urban |

| Arbitro: | Bernardis (Roma) |

|                |           |  |
| Bertarelli 52’ | Marcatori |  |

| Arbitro: | Menegali (Roma) |

|  |           |                                     |
|  | Marcatori | 62’ Spagnolo 82’ Donina 87’ Borzoni |

| Arbitro: | Lanzetti (Viterbo) |

|                         |           |                |
| Spagnolo 18’ 42’ (rig.) | Marcatori | 83’ Barlassina |

### Coppa Italia

#### Primo turno
| Arbitro: | Turiano (Reggio Calabria) |

|  |           |             |
|  | Marcatori | 28’ Zandoli |

| Arbitro: | Giunti (Arezzo) |

|                               |           |                       |
| Vignando 22’ (rig.) Zanon 78’ | Marcatori | 44’ (aut.) Stefanello |

| Arbitro: | Motta (Monza) |

|                                |           |              |
| Galletti 22’ Spagnolo 27’, 74’ | Marcatori | 89’ Vendrame |

| Arbitro: | Benedetti (Roma) |

|                        |           |              |
| E. Salvi 19’, 27’, 29’ | Marcatori | 66’ Spagnolo |

#### Secondo turno
| Arbitro: | Moretto (San Donà di Piave) |

|              |           |            |
| Maggiora 42’ | Marcatori | 69’ Donina |

| Arbitro: | Cantelli (Firenze) |

|                          |           |                              |
| Spagnolo 11’ Zandoli 58’ | Marcatori | 8’, 49’ S. Mazzola 20’ Massa |

| Arbitro: | Prati (Parma) |

|                           |           |                         |
| G. Savoldi 17’ Fedele 80’ | Marcatori | 57’ Donina 71’ Spagnolo |

| Arbitro: | Casarin (Milano) |

|            |           |                   |
| Zandoli 5’ | Marcatori | 19’, 71’ Anastasi |

| Arbitro: | Calì (Roma) |

|              |           |  |
| Facchetti 9’ | Marcatori |  |

| Arbitro: | Trono (Torino) |

|  |           |                |
|  | Marcatori | 22’ F. Landini |

## Statistiche

### Statistiche di squadra
| Competizione | Punti | In casa | In casa | In casa | In casa | In casa | In casa | In trasferta | In trasferta | In trasferta | In trasferta | In trasferta | In trasferta | Totale | Totale | Totale | Totale | Totale | Totale | DR |
| Competizione | Punti | G       | V       | N       | P       | Gf      | Gs      | G            | V            | N            | P            | Gf           | Gs           | G      | V      | N      | P      | Gf     | Gs     | DR |
| ------------ | ----- | ------- | ------- | ------- | ------- | ------- | ------- | ------------ | ------------ | ------------ | ------------ | ------------ | ------------ | ------ | ------ | ------ | ------ | ------ | ------ | -- |
| Serie B      | 37    | 19      | 8       | 8       | 3       | 21      | 13      | 19           | 3            | 7            | 9            | 10           | 18           | 38     | 11     | 15     | 12     | 31     | 31     | 0  |
| Coppa Italia |       | 5       | 2       | 0       | 3       | 6       | 7       | 5            | 1            | 2            | 2            | 6            | 7            | 10     | 3      | 2      | 5      | 12     | 14     | -2 |
| Totale       |       | 24      | 10      | 8       | 6       | 27      | 20      | 24           | 4            | 9            | 11           | 16           | 25           | 48     | 14     | 17     | 17     | 43     | 45     | -2 |

### Statistiche dei giocatori
| Giocatore      | Serie B  | Serie B | Coppa Italia | Coppa Italia | Totale   | Totale |
| Giocatore      | Presenze | Reti    | Presenze     | Reti         | Presenze | Reti   |
| -------------- | -------- | ------- | ------------ | ------------ | -------- | ------ |
| V. Barbiero    | 26       | 0       | 6            | 0            | 32       | 0      |
| L. Bartolini   | 4        | -7      | 4            | -8           | 8        | -15    |
| R. Benincasa   | 12       | 0       | 4            | 0            | 16       | 0      |
| L. Boranga     | 35       | -24     | 6            | -6           | 41       | -30    |
| F. Borzoni     | 6        | 1       | 5            | 0            | 11       | 1      |
| I. Donina      | 32       | 1       | 8            | 2            | 40       | 3      |
| B. Fabbian     | 12       | 0       | 7            | 0            | 19       | 0      |
| C. Fava        | 22       | 0       | 8            | 0            | 30       | 0      |
| F. Galletti    | 30       | 0       | 7            | 1            | 37       | 1      |
| D. Malisan     | 21       | 0       | 10           | 0            | 31       | 0      |
| F. Marini      | 36       | 0       | 6            | 0            | 42       | 0      |
| E. Moruzzi     | 21       | 1       | 2            | 0            | 23       | 1      |
| S. Passalacqua | 17       | 0       | 7            | 0            | 24       | 0      |
| G. Spagnolo    | 37       | 11      | 8            | 4            | 45       | 15     |
| R. Stefanello  | 32       | 0       | 9            | 0            | 41       | 0      |
| G. Vignando    | 33       | 9       | 6            | 1            | 39       | 10     |
| F. Zandoli     | 30       | 6       | 9            | 2            | 39       | 8      |
| M. Zanetti     | 1        | 0       | -            | -            | 1        | 0      |
| S. Zanon       | 36       | 1       | 10           | 1            | 46       | 2      |